# Josep Martí i Cristià
Josep Martí i Cristià (Llinars del Vallès, Vallès Oriental, 19 d'agost, 1884 - Barcelona, 6 de novembre de 1918) fou un compositor i teòric català.

## Biografia
Fou fill de Joan Martí i Durban, de Barcelona, i de Mara Cristià i Puig, de Gràcia. Sent molt petit la família es va traslladar a Sant Gervasi de Cassoles, on va néixer la seva germana Elvira quan Josep tenia al voltant de dos anys. El 1893 va néixer el seu germà Juli.
Inicià els estudis de solfeig i piano als deu anys amb el mestre Vallcorba. Més tard, per perfeccionar la seva tècnica amb el piano, fou deixeble d'Enric Granados i d'harmonia i composició de Felip Pedrell. Estudià, també, un any de violí amb, aleshores, l'eminent concertista Mathieu Crickboom. Paral·lelament a aquests estudis musicals, estudià al col·legi Balmes i després, per a estudis superiors, amb el mestre Salanova i de dibuix i pintura amb el mestre Monturiol. Fou un artista de gran sensibilitat que a més de la música conreà altres arts com la poesia, l'escultura i la pintura. El 1911, mateix any en què mor el seu pare, fundà una acadèmia de música on hi impartí classes fins al 1914. Ezequiel Martín, al llibre In Memoriam, ens diu que "el delectaven les flors, li encantava l'arquitectura i la pintura, estimava la poesia i vivia només per la música". És autor d'un tractat d'harmonia i un altre d'instrumentació, a part d'un gran nombre d'obres musicals de tots els estils i gèneres, un bon ramell de poesies i roses, així com d'una extensa col·lecció de pintures i dibuixos, moltes de les quals destruí ell mateix durant la malaltia que el dugué a la mort.
El fons personal de Josep Martí i Cristià es conserva a la Biblioteca de Catalunya.

### Composicions destacades

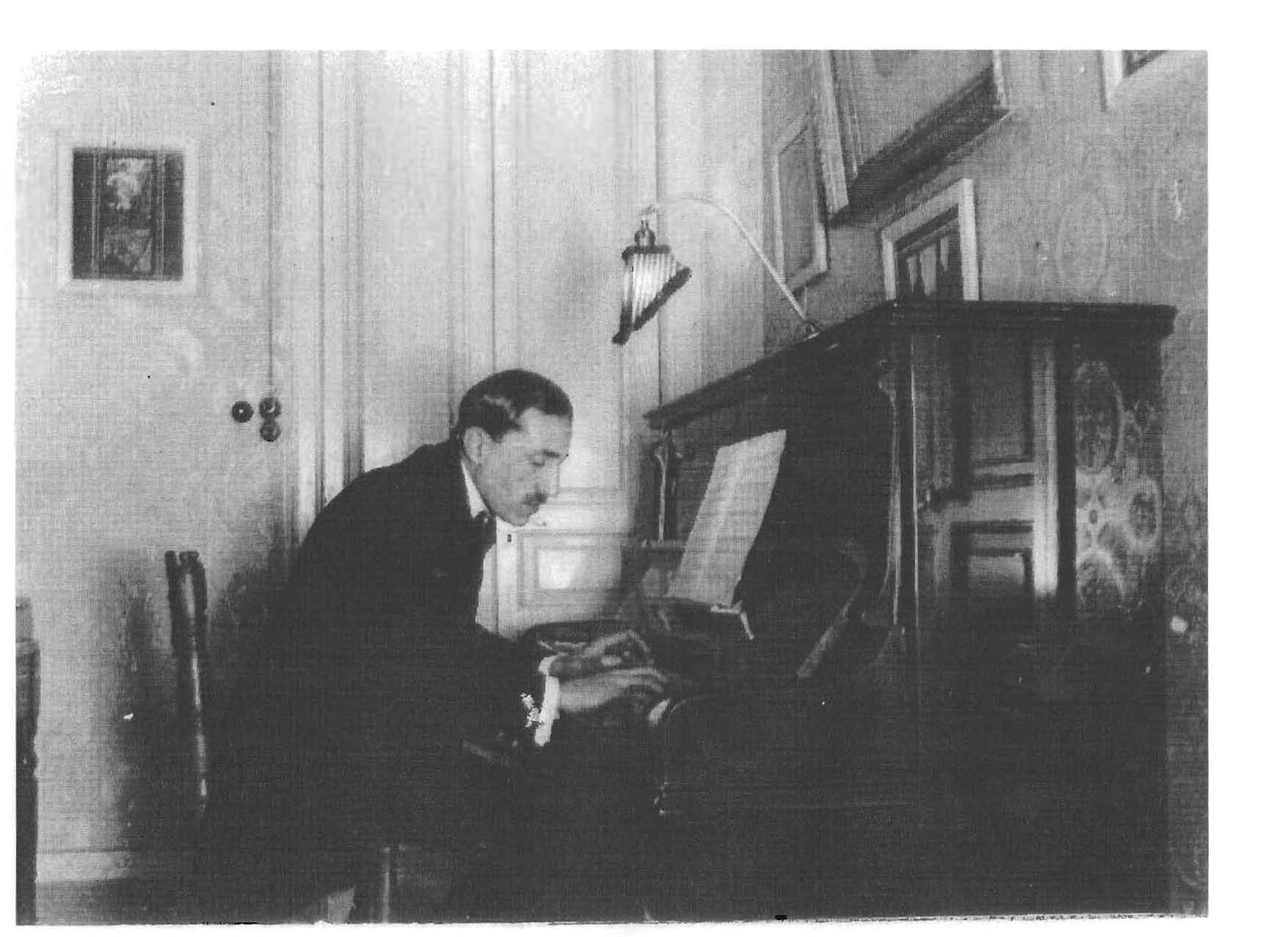
Martí i Cristià al piano

L'obra musical de Josep Martí i Cristià conté unes 200 composicions, la major part de les quals hològrafes. D'entre aquesta abundant producció musical, d'estil romàntic, destaquen les composicions per a piano Jota Pamplona, El convent, La tórtora emmalaltida, Dansa de la mort i Primavera d'altre temps. També va escriure música escènica com l'opereta Lady Flirt, música religiosa, música vocal i música instrumental per a orquestra i cambra així com harmonitzà cançons tradicionals catalanes, com Els tres tambors.
Pel que fa a la música instrumental, va escriure Romança per a violoncel, Sueño de un poeta per a conjunt instrumental, The joyous American i Marcha Tziganne per a violí, violoncel i piano, Passeig pel llac per a violí i piano, Douce rêverie: pour danser trés lentement per a orquestra de corda, L'hivern: Romança per veu i piano i una sardana arranjada per a piano sol, Festa.
De la seva faceta de pedagog se sap que va escriure diversos tractats (Tractat d'instrumentació, Tractat d'harmonia i Apunts i exercicis de solfeig), així com Estudis i Exercicis de mecanisme per a piano.

### Interpretació de l'obra
La seva obra va ser interpretada entre els anys 1909 i 1917. En alguns dels programes que s'han conservat, es pot veure que un dels intèrprets que més va tocar les obres de Martí i Cristià fou Ezequiel Martín, un dels seus grans amics. Algunes de les obres interpretades durant aquests anys van ser El convent, La filla del rei de França, Pamplona (estrenada el 31 de març de 1913 a Barcelona), Papallones, Rondalla, Tres preludios para piano (La dona enamorada; Vora el mar contemplant les onades; En la font misteriosa), Els tres tambors. Hi ha constància que, després de la seva mort, es van fer dos concerts en la memòria de Martí i Cristià l'any 1919 i un altre el 2 de maig de 1951 retransmesos per Ràdio Barcelona.
El 3 de gener de 2018 Joan Paradell, organista titular de la Capella Musical Pontifícia del Vaticà va estrenar l'obra per a orgue de Martí i Cristià Invocació a la Basílica de Santa Maria d'Igualada. La mateixa obra va ser interpretada novament pel mateix organista a les catedrals de Tarragona, Sevilla i Alba (Itàlia) entre altres poblacions.

## Associació
L'any 2010 es creà l'Associació d'Amics de Josep Martí i Cristià, una associació sense ànim de lucre que vol estudiar i divulgar l'obra del músic, així com situar-lo en el lloc que li correspon en la història de la música catalana de principis del segle xx.
L'associació va treballar en la recuperació de l'obra La visió de Sant Josep de Calassanç (1917), composta amb motiu del tricentenari de l'establiment de l'escola Pia a Catalunya. Aquesta obra consta de sis actes, subdividits en diversos quadres, en els quals es reflecteixen fidelment els fets culminants de l'obra del sant, des de la seva infància fins a la glorificació, i es posa de manifest els dots sobrenaturals del fundador de l'escola Pia. L'objectiu era poder-la interpretar l'any 2017, amb motiu del centenari de la composició de l'obra.

## Obra

### Música escènica
- Lady Flirt (opereta)[5][7]
- Visió de Sant Josep de Calassanç a Montserrat (1 acte)
- La granja (visió lírica, cinc quadres)
- Serenata de l'amor (drama líric en un acte i quatre quadres)
- Travessures de l'amor (opereta)

### Danses descriptives
- L'esclava egípcia
- El captiu
- Dansa del plaer
- La rosa blava
- Primavera

### Música religiosa
- Missa per a veu i orgue
- Diverses cançons per a cantar en el temple
- Tres Aves Maria

### Música vocal
- Bell infant (per a quatre veus)
  - Canto a la Virgen
  - Ave Maria
  - Sanctus
- Vesprada (per a quatre veus)
- Serenata (per a quatre veus)
- Per la carretera (per a quatre veus)
- Nota de tardor (per a quatre veus)
- Salutació (per a quatre veus)
- Himne a la natació (per a veus d'home)
- Himne al regiment de Pamplona (per a veus d'home)

### Cant i piano
- Quin so més trist
- Els ocells
- Els esmolets
- Melangia
- Cançó d'istiu
- Voreta el bosc

### Cançons populars
- La filla del rei de França
- Els tres tambors
- El mestre

### Música de cambra
- Navegant (poema per a violí, violoncel i piano)
- Sonata (violí i piano)
- Passejant pel llac en primavera (violí i piano)
- Quan les fulles s'engrogueixen (violí i piano)
- Marxa Txiganne (violí, violoncel i piano)
- Vals (Violí i piano)
- Romança (violí i piano)
- Douce Reverie: pour danses tres lentement (orquestra de corda)

### Piano
- Variacions simfòniques
- Concert
- Sonata
- Siluetes
  - La palmera
  - Barrio Gitano
  - El convent
  - Dansa de la mort
  - La tortura emmalaltida
  - Corren els trens
  - El nemifar
  - Nit de lluna
  - Barca que s'allunya
  - Ball de gitanes
  - L'enterro
  - Poble petit
  - Il·lusió
  - Innocència
  - Consell material
  - Soldats de plom
  - Faula
- Dansa espanyola
- Rondalla
- Pamplona (jota)
- Insomni
- Papallones
- Enyorança
- Vals en la tardor
- Primavera
- Barcarola
- Primavera d'altre temps
- En el pati
- Minuet
- Melodia
- Festa (sardana)
- Entre naranjos
- Delicias de Venecia
- Tres preludios
  - La mujer enamorada
  - Junto al mar contemplando las olas
  - En la fuente misteriosa
- La noia trista
- Recuerdos de la juventud
- El corneta

### Piano a quatre mans
- Vals
- Dansa trista

### Orgue
- Suite Patètica 
  - Preludi
  - Marxa solemne
  - Rieve
  - Tocatta
- El convento
- Coral
- Invocació (piano i armonium)

## Obra inacabada
- El Atalayon (opereta)
- Clodis (opereta)
- L'hivern: Romansa (veu i piano)
- Caminant (piano)
- La rosa azul (poema per a piano)

## Edicions de partitures
- Cinco piezas para piano, Josep Martí i Cristià, ed Boileau
- Danza trist, Josep Martí i Cristià, ed. Boileau
- Siluetes, Josep Martí i Cristià, ed. La mà de guido
- Pamplona, Josep Martí i Cristià, ed. nausica
- En el patio, Josep Martí i Cristià, ed. nausica

## Enregistraments sonors
- Àlbum Josep Martí i Cristià (1884-1918): Música per a piano, 2010. La mà de guido, LMG 2102, Daniel Blanch, piano.